# 1932 az irodalomban
Az 1932. év az irodalomban.

## Megjelent új művek

### Próza
- Hermann Broch osztrák író Die Schlafwandler (Az alvajárók) című regénytrilógiája (1931–1932)
- Agatha Christie:
  - Ház a sziklán (Peril at End House), regény
  - Tizenhárom rejtély (The Thirteen Problems), novelláskötet
- John Dos Passos: 1919; az USA-regénytrilógia (1930, 1932, 1936) második kötete
- Georges Duhamel francia író öt kötetből álló Salavin-regényciklusa, a Vie et aventures de Salavin (1920–1932) befejező kötete: Tel qu'en lui-même... (Olyan, mint önmagában)
- Hans Fallada: Kleiner Mann, was nun? (Mi lesz veled, emberke?)
- William Faulkner: Light in August (Megszületik augusztusban)
- Pearl S. Buck: Sons (A három fiú)
- Erskine Caldwell amerikai író regénye: Tobacco Road (Dohányföldek)
- Louis-Ferdinand Céline francia író első regénye: Voyage au bout de la nuit (Utazás az éjszaka mélyére)
- Graham Greene regénye: The Stamboul Train (Isztambuli vonat)
- Hermann Hesse: Die Morgenlandfahrt (A napkeleti utazás)
- Aldous Huxley leghíresebb regénye: Szép új világ (Brave New World)
- Miroslav Krleža regénye: Povratak Filipa Latinovicza (Filip Latinovitz hazatérése)
- François Mauriac: Le Nœud de vipères (Viperafészek)
- Vladimir Nabokov regénye: Camera obscura (Камера Обскура)
- Jules Romains francia író: Le Six octobre; a Les Hommes de bonne volonté (1932–1946) című 27 kötetes regényfolyam első kötete
- Joseph Roth: Radetzkymarsch (A Radetzky-induló)
- John Steinbeck: The Pastures of Heaven (Égi mező), novellagyűjtemény

### Költészet
- Borisz Paszternak: Второе рождение (Második születés), verseskötet

### Dráma
- Bertolt Brecht színpadi műve: Die Mutter (Az anya), bemutató: 1932; nyomtatásban: 1933
- Elias Canetti: Hochzeit (Esküvő)

### Magyar irodalom
- Illyés Gyula eposza, a Hősökről beszélek a Korunk-ban jelenik meg névtelenül[1]
- József Attila verseskötete: Külvárosi éj
- Krúdy Gyula novellái: Az élet álom
- Móra Ferenc regénye: Aranykoporsó
- Móricz Zsigmond
  - regénye: Forr a bor
  - Barbárok (novellák, köztük a címadó elbeszélés)
- Tamási Áron regénye: Ábel a rengetegben, az Ábel-trilógia első része (folytatásai 1933-ban és 1934-ben)
- Zilahy Lajos regénye: A lélek kialszik

## Születések
- január 5. – Umberto Eco olasz író, a modern európai kultúra nagy irodalmára és tréfamestere († 2016)
- január 13.– Szilvási Lajos magyar író († 1996)
- március 18. – John Updike amerikai regényíró, költő, novellista, irodalom- és műkritikus († 2009)
- május 24. – Arnold Wesker angol drámaíró († 2016)
- július 18. – Kertész Ákos magyar író, filmdramaturg, aki 2012-ben Kanadába távozott és ott menekültstátuszt kért
- július 18. – Jevgenyij Jevtusenko szovjet, orosz költő, az orosz „hatvanasok” költőnemzedékének vezéregyénisége († 2017)
- augusztus 17. – V. S. Naipaul trinidadi indiai családból származó Nobel-díjas (2001) brit író († 2018)
- augusztus 27. – Bihari Sándor költő († 2011)
- október 27. – Sylvia Plath amerikai költő, író, novellista, gyerekkönyvíró († 1963)
- november 24. – Jókai Anna magyar író- és költőnő († 2017)

## Halálozások
- február 10. – Edgar Wallace angol krimi- és színműíró (* 1875)
- február 28. – Ambrus Zoltán magyar író, kritikus, műfordító (* 1861)
- május 17. – Szini Gyula író, esszéíró (* 1876)
- július 8. – Alekszandr Grin, a mágikus realizmus egyik első képviselője (* 1880)